# Madonna col Bambino e san Giovannino (Pontormo)
La Madonna col Bambino e san Giovannino è un dipinto a olio su tavola (65x73 cm) di Pontormo, databile al 1529-1530 circa e conservato nella Galleria degli Uffizi di Firenze.

## Storia
Vasari ricordò come Pontormo offrì una tavola di analogo soggetto al muratore Rossino, come pagamento per i lavori di sistemazione della sua abitazione avviati nel 1529 e protrattisi fino al 1534-1535. Venne poi probabilmente acquistata da Alessandro di Ottaviano de' Medici, entrando poi nel patrimonio dei granduchi. Fu il Gamba a rinvenire l'opera nei depositi della Galleria e ristabilirne l'attribuzione al Pontormo. Se non ci sono dubbi sostanziali circa l'autografia, la datazione oscilla tra il 1529-1530 (Antonio Natali) e il 1534-1536, appunto.
Se ne conosce un disegno preparatorio nel Gabinetto dei Disegni e delle Stampe degli Uffizi (n. 6629 r e v).

## Descrizione e stile
Su uno sfondo scuro una possente Madonna, dalla fisicità accentuata in omaggio a Michelangelo, si curva in avanti ad abbracciare Gesù Bambino, seduto sulle sue ginocchia, e san Giovannino, che si protende da destra. La torsione del corpo e l'espressione patetica di san Giovanni sembrano rimandare a opere michelangiolesche come la Madonna Medici di quegli anni, così come lo sporgere della gamba del Bambino. Molto originale, e spiegabile solo col desiderio di confrontarsi col Buonarroti, è poi l'accentuata muscolarità dei fanciulli, come si vede nell'articolazione della spalla o del ginocchio di Gesù, dall'anatomia un po' calcata. Il colore è steso con effetti smaltati e cangianti, con una prevalenza di toni rossi e verdi. Nel complesso l'opera ispira un raffinato intellettualismo, fatto di enigmatiche sottigliezze esecutive.